# Lepa Vida
Lepa Vida je slovenski mit. O času nastanka ljudske pesmi o lepi Vidi obstaja več teorij. Nastala naj bi med 9. in 11. stoletjem, ko so Mavri iz Španije, Sicilije in severne Afrike napadali jadranska obalna mesta. Obstaja več tipov tega motiva, ki so se razvijali od 9. do konca 14. stoletja. Lepa Vida je konstanten literarni motiv slovenske književnosti, od Prešernove predelave aktualen vse do sodobnosti. Prepoznaven je po motivu hrepenenja, ki naj bi bil značilen za Slovence.

## Ljudskabalada
V ljudskem izročilu so ohranjene tri različice.

### Različica s tragičnim koncem
Tujec zvabi lepo Vido na ladjo. Ko ona spozna, da se je ujela v past in da ni možnosti rešitve, se ugrabitelju upre, skoči v vodo in utone. Ta tip ima predhodnice v sredozemskih deželah, slovenska se od nje loči po vabi – v sredozemski različici za vabo uporabi dragoceno blago, v slovenski pa zdravilo za bolnega sina. V to skupino spada različica, ki jo je 1898 v Ihanu na Gorenjskem zapisal Anton Breznik. V tej pesmi Vida izrazi znamenje krščanske vere - pred skokom v morje se pokriža.

### Zvabitev Lepe Vide na ladjo in njeno žalovanje v tujem svetu
Lepa Vida je mlada, revna, pridna, od dela in neprespanih noči zgarana mati, ki živi z bolnim otrokom in starim možem. Ugrabitelj jo zmami z obljubami o lepšem življenju pri španski kraljici in jo tja tudi odpelje. Čeprav se že na ladji zave svoje zmote, se vda v usodo in postane dojilja na španskem dvoru, kljub vsemu pa nenehno hrepeni po domu, otroku in možu. Vida ne umre, a o njeni nadaljnji usodi ne izvemo nič novega, zato je sklep elegičen. Ta dolenjski tip je ohranjen v treh rokopisnih oblikah: Od Vide (neznanec), Pesem od lepe Vide (Prešernova prepesnitev), Lepa Vida (Prešernov prepis).
Prelepa Vida pelnice prala,

pri kraju morja na sinji skali.

K nji se je pripeljal črni zamorc.

Tako je rekel črni zamorc:

»Kaj je tebi, lepa Vida,

ki nisi več tako lepa

kakor prve lete?«

»Kako čem bit lepa

kakor prve leta?

Doma imam staroga moža

ino bolno dete.

Stari pokašljuje,

dete prejokuje.«

Tako je rekel črni zamorc:

»Le z mano, z mano, te lepa Vida!«

Tako je rekla lepa Vida: 

»Komu bom zapustila stariga moža

ino bolno dete?«

Tako je rekel črn zamorc:

»Le z mano, z mano, lepa Vida

U špansko deželo!

Pote je poslala španska kraljica.

Ne boš druzga delala, 

Kakor bele postle postilala

Ino boš dojila

Španskiga krajiča.«

U barko je stopila,

od kraja odtegnila.

Začela jokati lepa Vida:

»Komu sem pustila stariga moža 

ino bolno dete.«

Un jo je perpelal u špansko deželo,

španski kraljici. 

Zjutrej je zgodej vstala, 

je pri oknu stala.

Gori pride rumeno sonce. 

Tako je rekla lepa Vida: 

»Kaj te vprašam, ti rumeno sonce. 

Kaj moje bolno detice dela?« 

Sonce pravi: »Kaj bo delalo? 

Svečo so mu zdaj držali. 

Tvoj ubogi mož se po morju vozi 

ino tebe iše, ti lepa Vida 

ino se po tebi milo joka.« 

Takrat še bolj jokala, 

bele roke si lomila. 

Zvečer je pri oknu stala. 

Pa gori pride svitla luna. 

»Kaj te prašam, ti svitla luna. 

Kaj moje bolno detice dela?« 

Luna pravi: »Kaj bo delalo? 

Zdaj so ga pokopali. 

Tvoj stari oča se po morju vozi, 

on se po tebi premilu joka.« 

Še bolj je jokala se lepa Vida. 

k nji pride španska kraljica. 

»Kaj ti je, prelepa Vida, 

de se tako milo jokaš?« 

»Kaj b se ne jokala, 

ker sem pri oknu stala, 

zlata kupca pomivala, 

pada mi je čez okno 

u morje globoko.« 

Tako je rekla španska kraljica: 

»Nič ne maraj, ti lepa Vida, 

jest bom spet tebi novo kupila 

ino pri mojemu kralju 

te bom izgovorila. 

Le lepo doji mojga kraljiča.« 
(SLP V, 73.)

### Zvabitev Lepe Vide na ladjo, njeno bivanje pri zamorcu in vrnitev po sina
V tej različici zamorec Lepo Vido na ladjo zvabi s pretvezo, da ima zdravilo za njenega sina, ona odide z njim in na tujem postane njegova priležnica oziroma gospodinja. V tujini hrepeni samo po svojem otroku, medtem ko ji za moža ni mar. Na čudežen način (s pomočjo sonca ali po vztrajnem rotenju zamorca) gre domov po svojega sina, a se vrne na svoj novi dom. Pesmi tega tipa so označene kot gorenjski tip različic s srečnim koncem. Takšni sta Mlada Vida, Poznikova različica iz Krope na Gorenjskem (1868) in Sprelepa Vida, Maroltova različica iz Hraš pri Lescah (1923).

## Umetniška obdelava motiva o Lepi Vidi v slovenski književnosti
Z umetniškimi obdelavami je Lepa Vida postala mit. Tragična zgodba o življenjski usodi Lepe Vide dobiva v njih različne poudarke.

### France Prešeren
Prešernova Od lepe Vide je prepesnitev stare balade, ki je bila prvič objavljena leta 1832 v Krajnski čbelici, v Poezije pa Prešeren te pesmi ni uvrstil. Prepesnitev izhaja iz dolenjske različice z elegičnim koncem, saj Vida svoje dejanje obžaluje in v tujini joka za sinom, možem in domom. Njen pogovor s soncem, od katerega izve, da je sin umrl, je še ostanek ljudske balade, a je oblikovan v smislu romantične estetike, kjer človek naravi zaupa svoja čustva. Na koncu pesmi se Vida skesa; glavni krivec njene nesreče je zamorec. Lepa Vida kljub pobegu v očeh bralcev ostaja preprosta in neizkušena ženska, ki postane žrtev svoje mladostne nespameti in hudobije drugih. Njeno hrepenenje je zlorabljeno, njena krivda pa je tragična. Sprva je Prešernova balada vsebovala moto, ki ga je kasneje prečrtal. (Padla ponoči slanca je bela, / mlado zelenje, rožce je vzela. / V zemlji globoki, moje veselje; / gori pri Bogi moje so želje.)

### Josip Jurčič
Jurčičev roman Lepa Vida je izšel leta 1877. Lepa Vida je mlado, razvajeno dekle, ki se poroči z bogatim vdovcem zato, da je doma ne bi imeli več za otroka in bi kljubovala staršem. Zakon je ne zadovolji, zaplete se v razmerje z ljubimcem in z njim pobegne od moža in sina. Razočarana se vrne domov in ko mož izve resnico, ubije ljubimca, zato ga obtožijo umora. Vida ne prenese krivde in zblazni. Za svojo zgodbo je Jurčič dobil navdih v kroparski različici, vendar je iz ljudske pesmi vzel le motiv, kraj, čas in značaj oseb pa je oblikoval sam. Roman je postavljen v okolico Devina v 18. stoletju. V osrednjih motivih samoodpovedovanja, materinstva in nesebičnega samožrtvovanja se čuti vpliv francoske pisateljice George Sand.

### Josip Vošnjak
Vošnjakova drama Lepa Vida je izšla leta 1893, v njej pa se kažejo vplivi evropske dramatike in Jurčičeve povesti – predvsem v osebah in njihovih razmerjih, npr. podobnost v ljubezenskem trikotniku, vlogo župnika iz Jurčičevega romana prevzame moževa mati Urša. Notranja problematika je bolj kompleksna. Vido starši poročijo z bogatim vdovcem Kogojem, ona se tej poroki sprva upira, ko pa jo prvi izbranec Alberto ignorira, se vda v usodo, se poroči s Kogojem in dobi otroka. Ko se Alberto ponovno ogreje zanjo, Vida zapusti moža in otroka ter verjame, da se bo vrnila po sina. Slaba vest se v njej prebudi, ko sliši staro ljudsko pesem o Lepi Vidi. Ko spozna, da jo Alberto samo izkorišča, ga ubije in se vrne k možu, tu pa izve, da je umrl tudi njen sin, zato zblazni. Mnogi odlomki v drami so realistični, konec pa spominja na poznoromantično dramo.

### Ivan Cankar
Drama Lepa Vida (1912), ki jo je Cankar poimenoval dramska pesnitev, izhaja iz Prešernove priredbe. Ima poteze simbolizma in nove romantike. V ospredju je neizpolnjeno hrepenenje. Lepa Vida zapusti zapitega moža in odide k bogatemu kmetu, kar izvemo iz pogovora med dvema študentoma, ki živita v cukrarni. Lepa Vida zanju predstavlja hrepenenje, včasih pa se celo zdi, da je Lepa Vida le privid oziroma spomin na sanje. Cankar je z Lepo Vido oblikoval lik, ki brezdomcem tik pred smrtjo pooseblja objekt hrepenenja. Smrt tako izgubi negativen naboj; Vidin odhod od doma je simbol hrepenenja po večnem in neminljivem.
V zgodnejši Cankarjevi črtici z enakim naslovom se Lepa Vida poroči z moškim, ki ga ne ljubi, nekdanja ljubezen do neznanca z vlaka pa ostane neuresničena. Tu so vidne vzporednice z ljudsko pesmijo, kjer naj bi se Vida in zamorec poznala že prej.

### Lepa vida v novejši slovenski poeziji
Cvetko Golar – Lepa Vida se v pesmi pogovarja z mrtvim sinom. Alojz Gradnik je poudaril skušnjavo tujine in sanj, a tam Vida doživi razočaranje. Bogomir Magajna je pesem napisal v času, ko je bilo slovensko Primorje pod italijansko oblastjo izpostavljeno asimilacijskim pritiskom – zato obsoja Vido, ki se je zaradi skušnjave potujčila. France Pibernik je napisal pesem Lepa Vida, ki se začne, ko se Vida vrne – med njeno odsotnostjo sta umrla mož in sin, ona pa prosi milosti. Motiv Lepe Vide uporabili še Oton Župančič, Igo Gruden,  Miran Jarc, Edvard Kocbek, Janko Moder (libreto) in drugi.

### Boris Pahor
Pahor je motiv Lepe Vide uporabil v dveh delih: v črtici Vrnitev Lepe Vide! Scherzo in romanu Mesto v zalivu. V obeh delih razrije osebno izkušnjo Slovencev v Italiji med drugo svetovno vojno. 
V črtici je poudarjeno fašistično nasilje nad slovensko govorečim dijaštvom. Jadranka kot mlada pisateljica pod fašizmom ni smela ustvarjati v slovenščini, zato je odšla. Zapustila je »otroka« in »starega moža«, kar je rabljeno metaforično. Otroka predstavlja slovenski mladi rod, starega moža pa Jadrankin stari domači rod. Ko je bila njena domovina spet svobodna, se je vrnila, njene vrnitve pa so bili veseli vsi prijatelji. Njena vrnitev simbolizira obujeno dostojanstvo, ki ga je Primorcem vzel fašizem. 
Roman Mesto v zalivu pripoveduje o nemškem iskanju italijanskih vojakov, glavna oseba je Rudi Leban, ki se zavzema za kulturno in jezikovno identiteto Slovencev.  Vpletena pa je tudi zgodba Lepe Vide, ki je mlado dekle, ki ji Rudi pove zgodbo o Lepi Vidi. Ona razume odhod Lepe Vide in podoživlja njeno hrepenenje po sreči in boljšem življenju. Na otroka in moža ne misli, saj zagovarja pravico do neodvisnosti. V nasprotju z ljudsko Lepo Vido Pahorjeva ostaja doma, je pa v mislih vse bolj naklonjena tujemu. 
Pahor sam pravi, da je motiv Lepe Vide uporabil simbolno, da bi prikazal skušnjavo malega naroda, ki pride v stik z ugledom velikega naroda. Tu se kaže njegova osebna izkušnja s fašističnim nasiljem nad primorskimi Slovenci.

## Obdelave Lepe Vide po literarnih zvrsteh

### Romani
- Josip Jurčič: Lepa Vida (1877)
- Boris Pahor: Mesto v zalivu (1955) (COBISS)
- Anton Ingolič: Onduo, moj črni fant (1972)  (COBISS)
- Marjeta Novak: Kristina (1985) (COBISS)
- Dušan Jelinčič: Bela dama devinska (2010) (COBISS)

### Dramatika
- Jože Vošnjak: Lepa Vida (1893)  (COBISS)
- Ivan Cankar: Lepa Vida (1911)
- Dragan Šanda: Lepa Vida (1915)  (COBISS)
- Janko Moder: Lepa Vida (1944)
- Ferdo Kozak: Vida Grantova (1946)  (COBISS)
- Jože Tomažič: Lepa Vida (1956)
- Miloš Mikeln: Petra Šeme pozna poroka (1956) (COBISS)
- Vinko Trinkaus: Lepa Vida (1960)
- Matjaž Kmecl: Lepa Vida ali problem svetega Ožbalta (1977)  (COBISS)
- Rudi Šeligo: Lepa Vida (1978)  (COBISS)
- Alenka Goljevšček: Otrok, družina, družba ali lepa Vida 1987(1987)  (COBISS)

### Poezija
- France Prešeren: Od lepe Vide (1832)
- Oton Župančič: Skrinja (1894) dLib
- Cvetko Golar: Lepa Vida (1900) dLib
- Oton Berkopec: Lepa Vida(1906)
- Igo Gruden: Pesem o lepi Vidi (1920) dLib
- Cvetko Golar: Lepa Vida (1921)
- Bogomir Magajna: Vida (1921)
- Alojz Gradnik: Devin (1926)
- Miran Jarc: Slovenski soneti (2. sonet) (1938)
- Vinko Beličič: Molitve za domovino (1939)  dLib
- Asta Znidarčič: Lepa Vida (1956)
- Edvard Kocbek: Neznanka (1963)
- Edvard Kocbek: Zamorska (1963) dLib
- Mart Ogen: Cool št. 2 (1964)
- Emil Miklavčič: Vidina pesem (1966) dLib
- Filip Fischer: Lepa Vida (1967) dLib
- France Pibernik: Lepa Vida (1973)
- Bruna Pertot: Grljanska pomlad (1977)
- Srečko Rijavec: Lepa Vida (1981)

### Kratka proza
- Ivan Cankar: Lepa Vida (1904)
- Boris Pahor: Vrnitev lepe Vide (1948)
- Juš Kozak: Lepa Vida (1913)
- Bogomir Magajna: Privid lepe Vide (1925)
- France Bevk: Žerjavi (1932) (COBISS)
- Prežihov Voranc: Ljubezen na odoru (1940) (COBISS)
- Stanko Vuk: Lepa Vida (1949)
- Miško Kranjec: Lepa Vida prekmurska (1972) (COBISS)
- Beno Zupančič: Lepa Vida (1978)
- Karel Krajcar: Slovenske pravljice iz Porabja (1984)  (COBISS)

## Aleksandrinke in Lepa Vida
Zaradi revščine v Evropi konec 19. in v začetku 20. stoletja so Slovenke iz Vipavske doline najprej odhajale služit v Trst. Po odprtju Sueškega prekopa (1896) so se njihovi delodajalci začeli seliti v Egipt za boljšim zaslužkom, z njimi pa so odhajale tudi Slovenke, ki se jih je zato prijelo ime aleksandrinke. Služile so kot dojilje, doma pa puščale otroke in družine. Ko so se vrnile domov, jih otroci niso več prepoznali. Aleksandrinke so marsikatero domačijo rešile propada. Prav v njihovih resničnih zgodbah se kaže motiv Lepe Vide, čeprav so se dogajale pol stoletja kasneje, kot je npr. nastala Prešernova Lepa Vida. Marjan Tomšič je o njih pisal v romanu Grenko morje. Merica, Ana in Vanda so vsaka s svojim motivom odšle v Egipt za dojilje. Samo Merica se vrne domov, Ana zapusti zapitega moža in zlobno taščo ter se poroči s francoskim ladjedelcem, Vanda pa s prevaro konča v haremu. Zanj so to ženske, ki so se zavestno in zelo pogumno odločile za drugačno življenje.